# FC Dordrecht in het seizoen 2014/15
Het seizoen 2014/15 van FC Dordrecht was het 24ste seizoen in het Nederlandse betaald voetbal uit de fusieclub SVV/FC Dordrecht sinds de invoering van het betaald voetbal in 1954. Daarvoor was de club al actief onder de namen DFC, DS'79 en Dordrecht '90.
De begroting werd van 2,1 miljoen opgeschroefd naar 4,1 miljoen, vanwege de promotie en de tv-gelden. Het stadion werd aangepast voor een betere beveiliging, er werden veiligheidspoortjes geïnstalleerd die de toegang geven door middel van E-tickets en het stadion werd uitgebreid van 4.100 plaatsen naar een capaciteit van 4.300. De naam van het stadion werd van GN Bouw Stadion naar de hoofdsponsor Riwal Hoogwerkers Stadion vernoemd.
Aan het begin van het seizoen gaf technisch manager Marco Boogers aan, dat trainer Ernie Brandts zijn baan niet zou verliezen mits FC Dordrecht in dezelfde aanvallende style zou spelen als vorig seizoen. Tijdens de winterstop kwam men toch wat terug over het aanvalsspel en wilde de ploeg meer compacter gaan spelen om meer punten te kunnen gaan pakken. De trainer Ernie Brands stond hoe dan ook nog steeds niet ter discussie
- Ryan Koolwijk kwam in september 2014 de gelederen versterken, maar besloot tijdens de winterstop Dordrecht vanwege te weinige perspectief te veruillen voor het Slowaakse AS Trencin[2].
- Op 16 februari 2015 moest Funso Ojo zijn aanvoerdersband afstaan aan medespeler Josimar Lima, dit mede door zijn slechte spel van de laatste tijd en mede door zijn zware blessure die drie maanden gaat duren[3].
- Op 19 februari 2015 werd bekend dat trainer Ernie Brandts na 23 wedstrijden zijn ontslag heeft ingediend[4]. Andere geruchten staken de kop op, dat juist Brandts ontslagen was. FC Dordrecht kreeg 4 wedstrijden de tijd om een trainer met de juiste papieren aan te stellen, tot die tijd namen Gerard de Nooijer en Rogier Molhoek de coaching over.
- Op 10 maart 2015 werd Jan Everse als hoofdtrainer tot het einde van het seizoen aangesteld[5].
- Op zondag 19 april 2015 degradeerde FC Dordrecht na een jaar weer uit de eredivisie nadat de nummer zeventien Go Ahead Eagles met 1-0 had gewonnen bij Feyenoord. De achterstand op de club uit Deventer liep daardoor op naar tien punten, met nog drie duels te spelen (negen punten). Dordrecht wist dit seizoen alleen van sc Heerenveen, Excelsior, Go Ahead Eagles en Ajax te winnen.

## Selectie 2014/2015
| Nr.           | Naam                 | Nationaliteit       | Wedstrijd/doelpunt | Vorige club            | Bijzonderheden                              |
| ------------- | -------------------- | ------------------- | ------------------ | ---------------------- | ------------------------------------------- |
| Keepers       |                      |                     |                    |                        |                                             |
| 1             | Filip Kurto          | Vlag van Polen      | 32/0               | Roda JC                |                                             |
| 13            | Robbert te Loeke     | Vlag van Nederland  | 3/0                | SC Veendam             |                                             |
| Verdedigers   |                      |                     |                    |                        |                                             |
| 2             | Jeffrey Fortes       | Vlag van Nederland  | 31/3               | FC Den Bosch           |                                             |
| 3             | William Troost-Ekong | Vlag van Nederland  | 22/0               | FC Groningen           |                                             |
| 4             | Ilias Haddad         | Vlag van Nederland  | 25/0               | CSKA Sofia             |                                             |
| 5             | Marvin Peersman      | Vlag van België     | 26/0               | Antwerp FC             |                                             |
| 19            | Jordy van Deelen     | Vlag van Nederland  | 14/0               | Feyenoord (gehuurd}    |                                             |
| 22            | Matthew Steenvoorden | Vlag van Nederland  | 13/0               | Feyenoord (gehuurd)    |                                             |
| 23            | Josimar Lima         | Vlag van Kaapverdië | 20/1               | Al Shaab               |                                             |
| .             | Nando Wormgoor       | Vlag van Nederland  | 0/0                | Vitesse                | tussentijds vertrokken naar RKC Waalwijk    |
| Middenvelders |                      |                     |                    |                        |                                             |
| 6             | Funso Ojo            | Vlag van België     | 19/0               | Germinal Beerschot     |                                             |
| 8             | Robin Gosens         | Vlag van Duitsland  | 31/2               | Vitesse (gehuurd)      |                                             |
| 10            | Adnan Alisic         | Vlag van Nederland  | 5/0                | Debreceni VSC          |                                             |
| 14            | Joris van Overeem    | Vlag van Nederland  | 34/2               | AZ (gehuurd)           |                                             |
| 21            | Ricky van Haaren     | Vlag van Nederland  | 21/1               | ADO Den Haag (gehuurd) |                                             |
| 17            | Sean Klaiber         | Vlag van Nederland  | 12/2               | FC Utrecht (gehuurd)   |                                             |
| .             | Ryan Koolwijk        | Vlag van Nederland  | 7/1                | NEC                    | tussentijds vertrokken naar AS Trencin      |
| .             | Javier Vet           | Vlag van Nederland  | 0/0                | Eigen jeugd            | tussentijds vertrokken naar Almere City     |
| Aanvallers    |                      |                     |                    |                        |                                             |
| 9             | Mart Lieder          | Vlag van Nederland  | 23/3               | RKC Waalwijk           |                                             |
| 11            | Giovanni Korte       | Vlag van Nederland  | 17/3               | ADO Den Haag (gehuurd) |                                             |
| 12            | Rick ten Voorde      | Vlag van Nederland  | 25/1               | SC Paderborn (gehuurd) |                                             |
| 7             | Fernando Lewis       | Vlag van Nederland  | 7/0                | AZ (gehuurd)           |                                             |
| 18            | Andwelé Slory        | Vlag van Nederland  | 5/0                | geen                   |                                             |
| 20            | Everon Pisas         | Vlag van Nederland  | 25/2               | Eigen jeugd            |                                             |
| 24            | Ibrahima Touré       | Vlag van Senegal    | 7/0                | Eigen jeugd            |                                             |
| .             | Anthony Biekman      | Vlag van Nederland  | 10/1               | RKC Waalwijk           |                                             |
| .             | Rihairo Meulens      | Vlag van Nederland  | 13/1               | Almere City            | tussentijds vertrokken naar Rapid Boekarest |
| .             | Mohamed Hamdaoui     | Vlag van Nederland  | 4/0                | Vitesse (gehuurd)      | tussentijds vertrokken naar Vitesse         |
| .             | Erixon Danso         | Vlag van Nederland  | 3/0                | geen                   | tussentijds vertrokken                      |

 > FC Dordrecht op Voetbalzone

### Technische staf
| Naam                     | Functie                         |
| ------------------------ | ------------------------------- |
| Ernie Brandts/Jan Everse | Hoofdcoach                      |
| Rody Hoegee              | Assistent coach/keepers trainer |
| Gérard de Nooijer        | Assistent coach                 |
| Rogier Molhoek           | Assistent coach                 |
| Marco Jalink             | Video analist                   |
| Peter Fontijne           | Club arts                       |

## Uitslagen/Programma Eredivisie
| Thuiswedstrijden FC Dordrecht | Thuiswedstrijden FC Dordrecht | Thuiswedstrijden FC Dordrecht | Thuiswedstrijden FC Dordrecht | Thuiswedstrijden FC Dordrecht |
| Tegenstander                  | SR.                           | Datum                         | Uitslag                       |                               |
| ----------------------------- | ----------------------------- | ----------------------------- | ----------------------------- | ----------------------------- |
| ADO Den Haag                  | 22                            | 7 feb 15                      | 0-0                           |                               |
| Ajax                          | 34                            | 17 mei                        | 2-1                           |                               |
| AZ                            | 4                             | 30 aug 14                     | 1-3                           |                               |
| SC Cambuur                    | 32                            | 26 apr 15                     | 0-0                           |                               |
| Excelsior                     | 19                            | 24 jan 15                     | 1-0                           |                               |
| Feyenoord                     | 27                            | 15 mar 15                     | 1-2                           |                               |
| Go Ahead Eagles               | 25                            | 27 feb 15                     | 2-1                           |                               |
| FC Groningen                  | 17                            | 20 dec 14                     | 1-1                           |                               |
| SC Heerenveen                 | 20                            | 31 jan 15                     | 0-0                           |                               |
| Heracles Almelo               | 29                            | 4 apr 15                      | 2-3                           |                               |
| NAC Breda                     | 5                             | 14 sep 14                     | 0-1                           |                               |
| PEC Zwolle                    | 2                             | 16 aug 14                     | 1-2                           |                               |
| PSV                           | 15                            | 6 dec 14                      | 1-3                           |                               |
| FC Twente                     | 12                            | 9 nov 14                      | 0-4                           |                               |
| FC Utrecht                    | 9                             | 19 okt 14                     | 1-3                           |                               |
| Vitesse                       | 7                             | 27 sep 14                     | 2-6                           |                               |
| Willem II                     | 14                            | 28 nov 14                     | 0-4                           |                               |

| Uitwedstrijden FC Dordrecht | Uitwedstrijden FC Dordrecht | Uitwedstrijden FC Dordrecht | Uitwedstrijden FC Dordrecht | Uitwedstrijden FC Dordrecht |
| Tegenstander                | SR.                         | Datum                       | Uitslag                     |                             |
| --------------------------- | --------------------------- | --------------------------- | --------------------------- | --------------------------- |
| ADO Den Haag                | 10                          | 24 okt 14                   | 2-0                         |                             |
| Ajax                        | 11                          | 1 nov 14                    | 3-1                         |                             |
| AZ                          | 18                          | 17 jan 15                   | 2-0                         |                             |
| SC Cambuur                  | 8                           | 4 okt 14                    | 4-1                         |                             |
| Excelsior                   | 6                           | 20 sep 14                   | 1-1                         |                             |
| Feyenoord                   | 13                          | 22 nov 14                   | 2-0                         |                             |
| Go Ahead Eagles             | 3                           | 23 aug 14                   | 0-0                         |                             |
| FC Groningen                | 26                          | 8 mar 15                    | 2-0                         |                             |
| SC Heerenveen               | 1                           | 9 aug 14                    | 1-2                         |                             |
| Heracles Almelo             | 16                          | 12 dec 14                   | 1-1                         |                             |
| NAC Breda                   | 30                          | 11 apr 15                   | 2-2                         |                             |
| PEC Zwolle                  | 21                          | 4 feb 15                    | 4-0                         |                             |
| PSV                         | 24                          | 21 feb 15                   | 3-0                         |                             |
| FC Twente                   | 33                          | 10 mei 15                   | 3-0                         |                             |
| FC Utrecht                  | 23                          | 15 feb 15                   | 6-1                         |                             |
| Vitesse                     | 31                          | 18 apr 15                   | 3-0                         |                             |
| Willem II                   | 28                          | 21 mar 15                   | 2-1                         |                             |

### Eindstand
| N  | Club            | WG | W | V  | DV | DT | +/− | Punten |
| -- | --------------- | -- | - | -- | -- | -- | --- | ------ |
| 15 | SBV Excelsior   | 34 | 6 | 14 | 47 | 63 | −16 | 32     |
| 16 | NAC Breda       | 34 | 6 | 18 | 36 | 68 | −32 | 28     |
| 17 | Go Ahead Eagles | 34 | 7 | 21 | 29 | 59 | −30 | 27     |
| 18 | FC Dordrecht    | 34 | 4 | 22 | 24 | 76 | −52 | 18     |

## KNVB Beker

### Wedstrijden
| Ronde        | Datum      | Wedstrijd                | Uitslag |
| ------------ | ---------- | ------------------------ | ------- |
| Tweede ronde | 23.09.2014 | ONS Sneek – FC Dordrecht | 0–3     |
| Derde ronde  | 28.10.2014 | Vitesse – FC Dordrecht   | 2–1     |

## Toeschouwers
| Datum     | Thuis Toeschouwers aantal | Tegen Club    |
| --------- | ------------------------- | ------------- |
| 24 jan 15 | 3.731                     | Excelsior     |
| 30 aug 14 | 4.235                     | AZ            |
| 6 dec 14  | 3.902                     | PSV           |
| 9 nov 14  | 3.678                     | FC Twente     |
| 7 feb 15  | 3.974                     | ADO Den Haag  |
| 20 dec 14 | 3.752                     | FC Groningen  |
| 30 jan 15 | 3.921                     | SC Heerenveen |
| 16 aug 14 | 3.642                     | PEC Zwolle    |
| 19 okt 14 | 3.664                     | FC Utrecht    |
| 27 sep 14 | 3.862                     | Vitesse       |
| 28 nov 14 | 3.884                     | Willem II     |
| 27 feb 15 | 3.891                     | Go Ahead      |
| 17 mei 15 | 4.103                     | Ajax          |

## Afbeeldingen

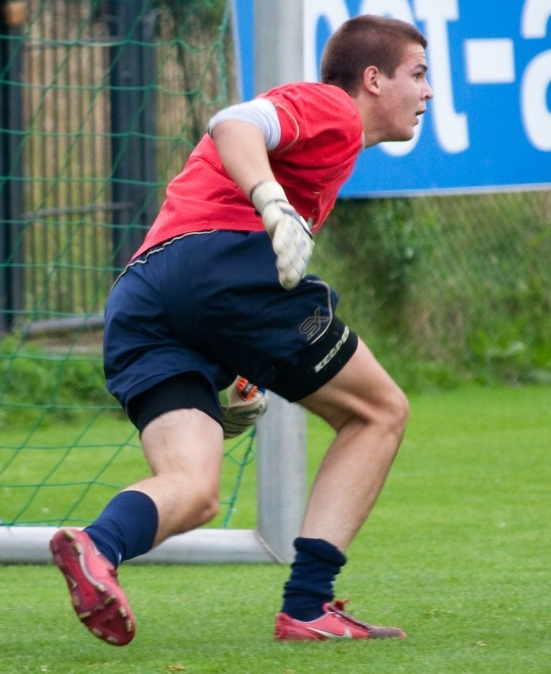
Filip Kurto (doelman)
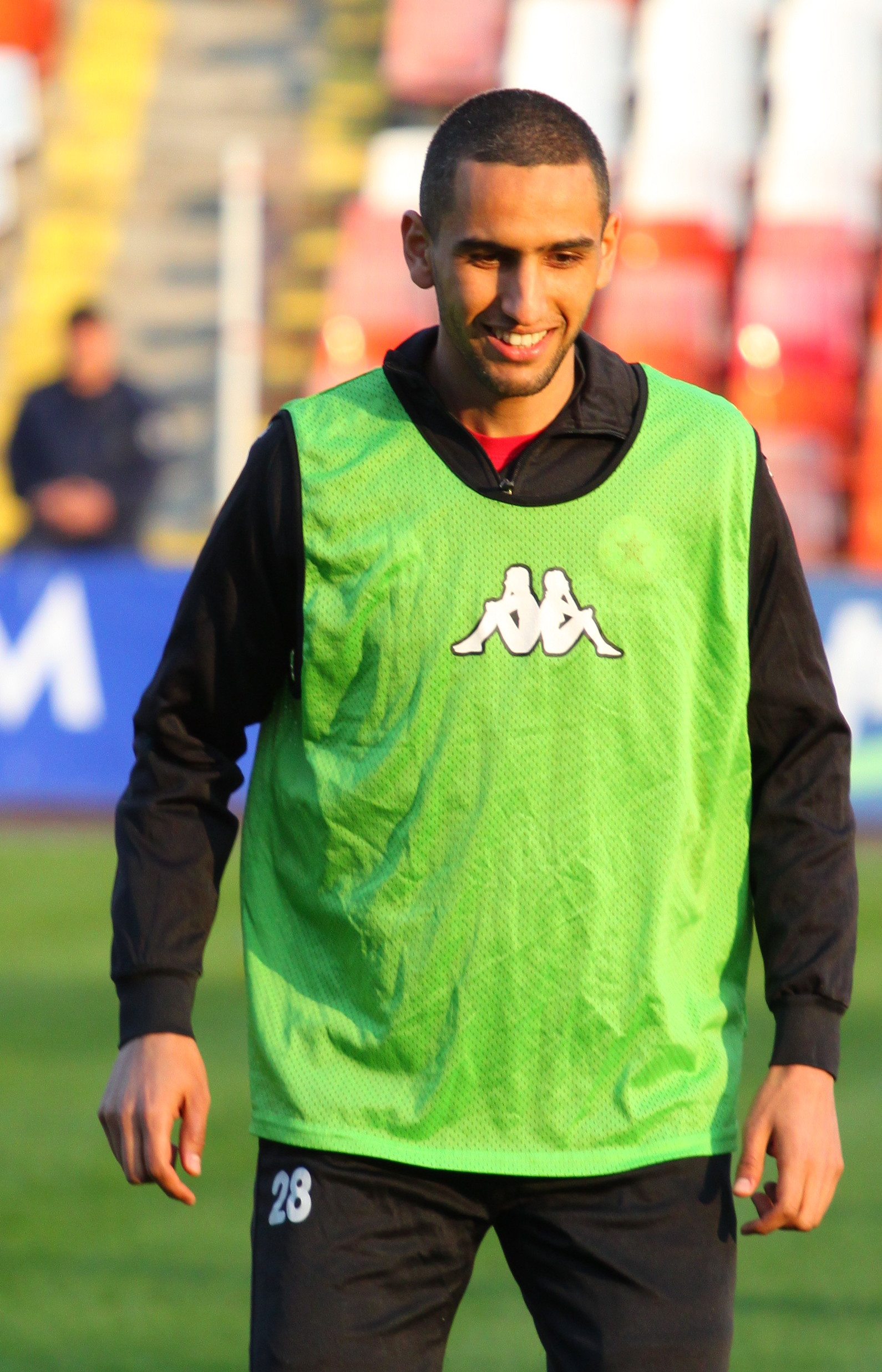
Ilias Haddad (verdediger)
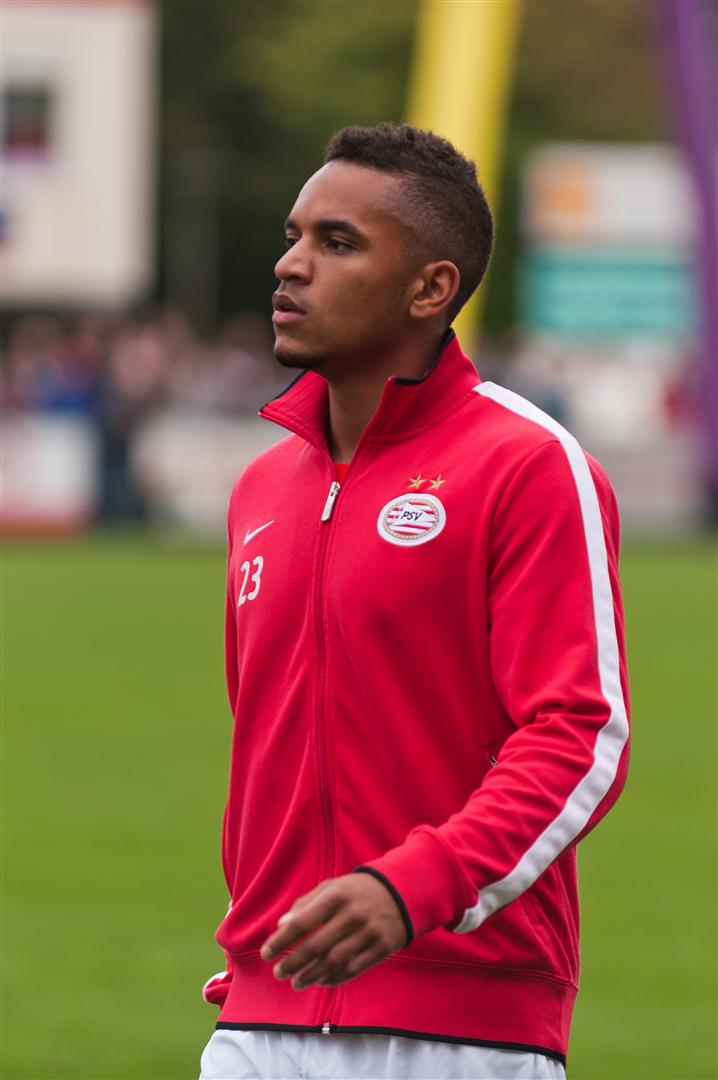
Funso Ojo (middenvelder)
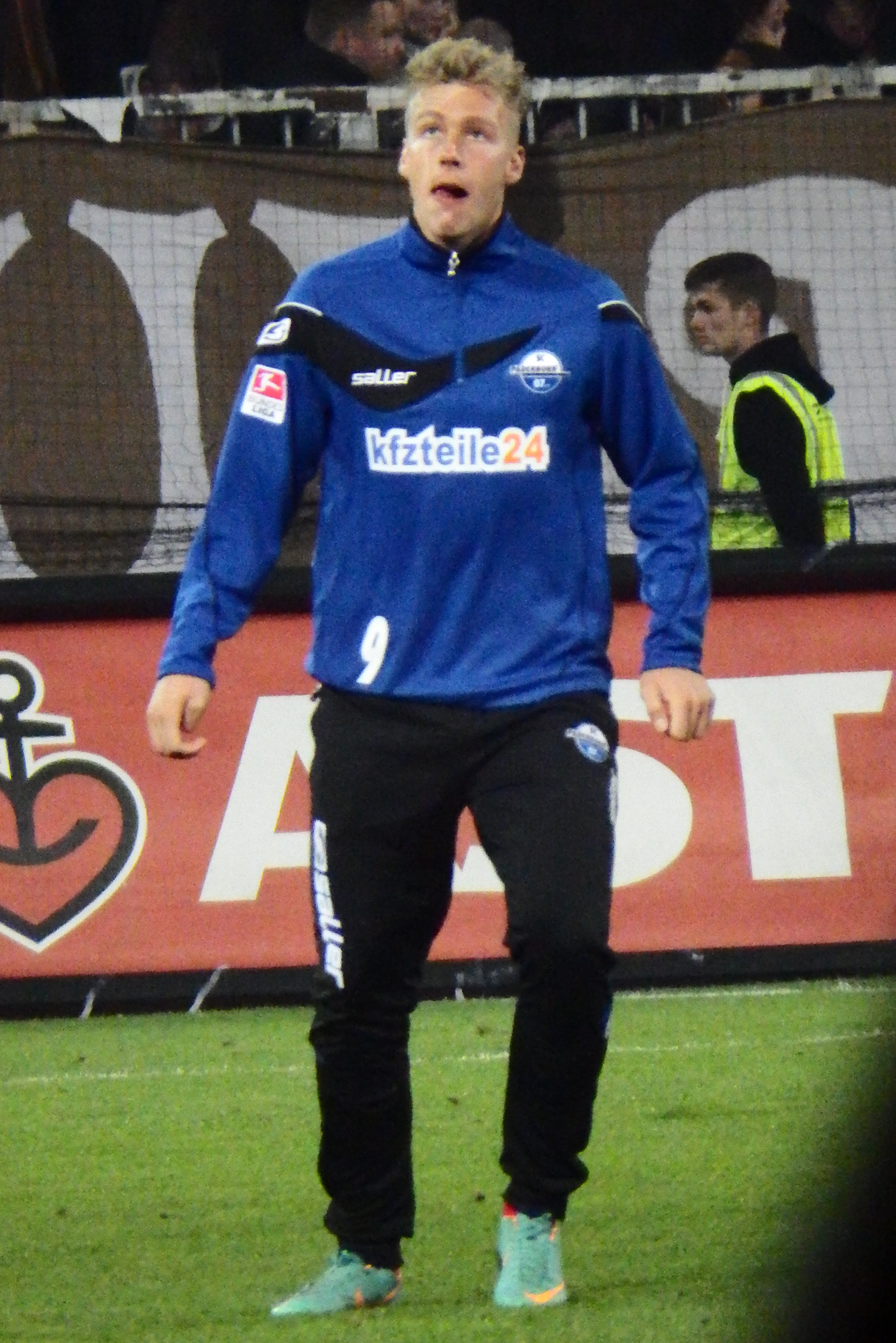
Rick ten Voorde (aanvaller)
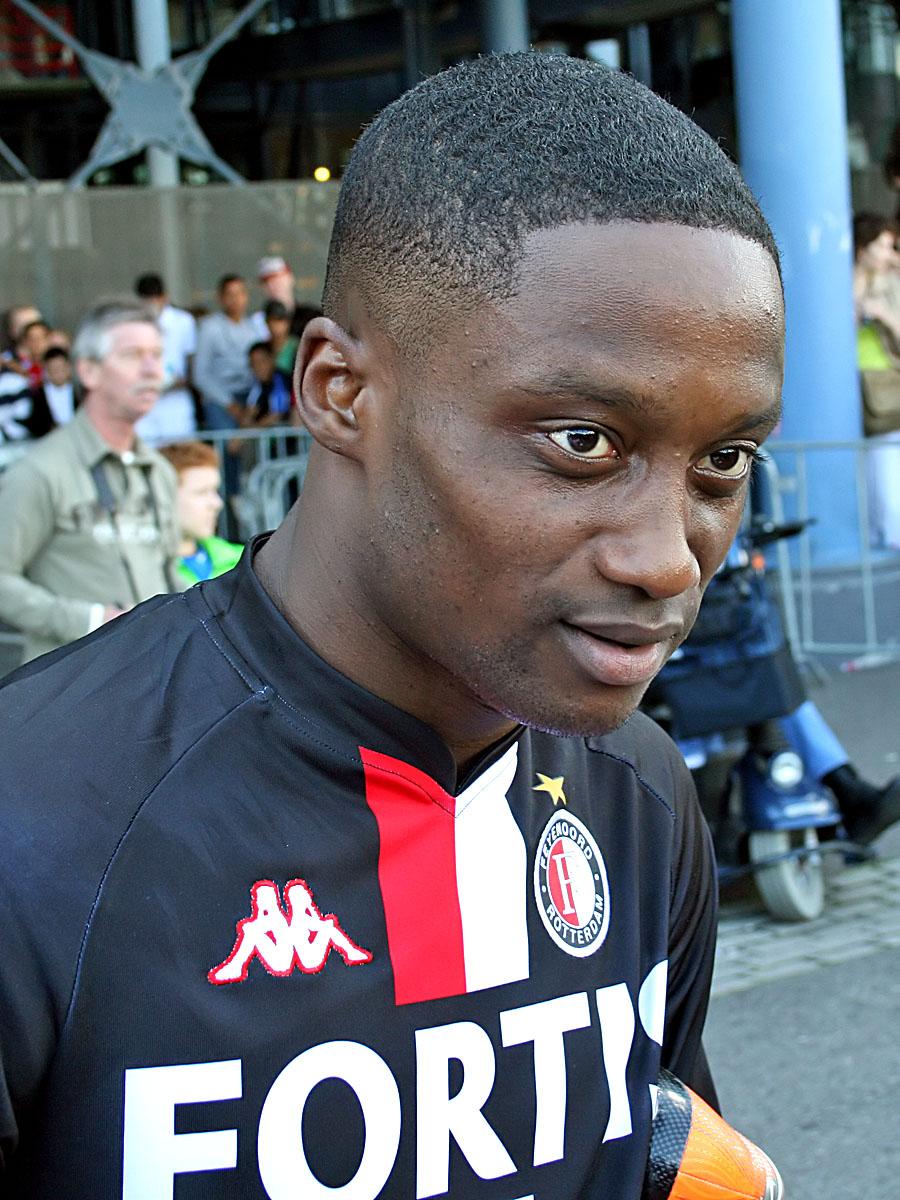
Andwelé Slory (aanvaller)

ADO Den Haag ·
Ajax ·
AZ ·
SC Cambuur ·
FC Dordrecht ·
Excelsior ·
Feyenoord ·
Go Ahead Eagles ·
FC Groningen ·
sc Heerenveen ·
Heracles Almelo ·
NAC Breda ·
PEC Zwolle · 
PSV ·
FC Twente ·
FC Utrecht ·
Vitesse ·
Willem II